# Gary Anthony Williams
Gary Anthony Williams, né le 14 mars 1966 à Atlanta, en Géorgie, est un acteur américain. Il est surtout connu pour avoir interprété Abe Kenarban dans la série télévisée Malcolm.

## Filmographie

### Cinéma
- 1994 : Radioland Murders de Mel Smith : Dr Ashton-Reeves
- 1997 : Minuit dans le jardin du bien et du mal (Midnight in the Garden of Good and Evil) de Clint Eastwood : le conducteur de bus
- 1998 : Ride : Tiny
- 1999 : La Fin des temps (End of Days) de Peter Hyams : Utility Worker
- 2001 : La Trompette magique (The Trumpet of the Swan) de Richard Rich : Sweets (voix)
- 2001 : All You Need : Brian
- 2002 : Opération funky (Undercover Brother) : Smart Brother
- 2003 : Trial and Error: The Making of Sequestered
- 2004 : Comic Book: The Movie (vidéo) : Kurt
- 2004 : The Memo : Ted X
- 2004 : Harold et Kumar chassent le burger (Harold and Kumar Go to White Castle) de  Danny Leiner : Tarik
- 2004 : Undercover Brother: The Animated Series (vidéo) : Undercover Brother (voix)
- 2004 : Soul Plane : Flame
- 2004 : Jiminy Glick in Lalawood : Randall Bookerton
- 2005 : Jepardee! : Dr John Butler
- 2005 : Lincoln's Eyes
- 2005 : Keep Your Distance : Kevin
- 2006 : The Adventures of Brer Rabbit (vidéo) : Brer Bear (voix)
- 2013 : Les Stagiaires : Bob williams
- 2016 : Ninja Turtles 2 : Bebop
- 2017 : I Don't Feel at Home in This World Anymore de Macon Blair :

### Télévision
- 1996 : Chasing the Dragon (TV)
- 1997 : La Deuxième chance (First Time Felon) (TV) : Wallace
- 2000-2006 : Malcolm : Abe Kenarban, le père de Stevie
- 2001 : Off Limits (série télévisée)
- 2003 : Tracey Ullman in the Trailer Tales (TV) : Slurr P
- 2004 : Blue Collar TV (série télévisée)
- 2006-2007: Boston Legal (saison 3, saison 4) : Clarence / Clarisse / Clayton / Oprah
- 2009 : Desperate Housewives (saison 5, épisode 12) : Reggie
- 2010 : How I Met Your Mother (saison 5, épisode 20) : l 'inspecteur
- 2010 : Hot in Cleveland (Saison 1, épisode 8) : Coatch Taylor
- 2011 : Weeds  (Saison 7, épisodes 1, 2 et 7) : Conseiller Edward "Ed" Watson
- 2012 : Raising Hope (saison 2, épisodes 16,21, saison 3 episode 7) : Dave Davidson le journaliste
- 2014 : Baby Daddy (saison 3) : Captain Walters
- 2014-Présent : Shérif Callie au Far West : Dan / Dusty (voix)
- 2015 : Mon oncle Charlie (saison 12 épisode 11) : Leo
- 2016 : Les Thunderman (saison 4, épisode 10) : agent de la force Z
- 2016 : Wrecked : Les Rescapés (1 épisode)
- 2017 : Papa a un plan (saison 2, épisode 19) : Bob
- 2017 – 2019 : I'm Sorry
- 2024 : Batman, le justicier masqué : Arnold Flass (VO)

### Jeux vidéo
- 2010 : StarCraft 2: Wings of Liberty : Horace Warfield (VO), Exécuteur Tal'darim (VO)
- 2013 : StarCraft 2: Heart of the Swarm : Horace Warfield (VO)

## Voix françaises
En France, Guillaume Orsat est la voix régulière de Gary Anthony Williams depuis Malcolm.
- Guillaume Orsat[1] dans :
  - Malcolm (série télévisée)
  - Boston Justice (série télévisée)
  - Desperate Housewives (série télévisée, 2e voix)
  - Raising Hope (série télévisée)
  - Gentleman : mode d'emploi (série télévisée)
  - SMILF (série télévisée)
  - I Don't Feel at Home in This World Anymore
  - The Crew (série télévisée)
  - James chez les bizarroïdes (voix)

- Rody Benghezala[1] dans :
  - Papa a un plan (série télévisée)
  - Reno 911 : La Traque de QAnon

- Jean-Michel Vaubien[1] dans :
  - Love, Death and Robots (voix)
  - Scooby-Doo et Compagnie (voix)

Et aussi
- Jean-Claude Donda dans Batman : L'Alliance des héros[1] (voix)
- Frantz Confiac dans Desperate Housewives (série télévisée, 1re voix)
- Günther Germain dans Happy Endings[1] (série télévisée)
- Gilles Morvan dans La Garde du Roi lion[1] (voix)
- Karim Barras dans Voisins mais pas trop (série télévisée)
- Thierry Desroses dans Véra (voix)